# Virginia Dighero-Zolezzi
Virginia Dighero-Zolezzi (24 december 1891 – 28 december 2005) was een Italiaans honderdplusser. Ze stierf aan ischemie. 
Dighero-Zolezzi was van 30 augustus 2005 tot aan haar dood op 28 december 2005 de oudste erkende levende mens van Europa. Op het moment van haar dood was zij 114 jaar en 4 dagen oud. Van 14 september 2005 tot 28 november 2010 was ze de langstlevende persoon van Italiaanse afkomst ooit, als opvolger van Amalia Ruggieri Barone, die naar de VS was geëmigreerd. Venere Pizzinato nam die titel in 2010 over.